# Облога Ляховичів

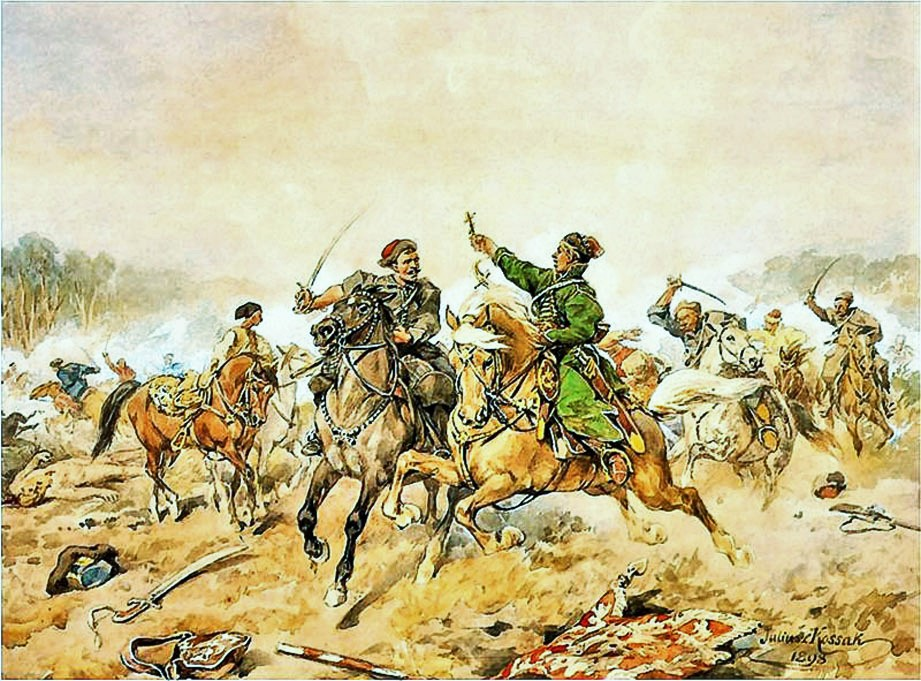
Ян-Хризостом Пасек біля Ляховичів, картина Юліуша Коссака

Облога Ляховичів відбулася 23 березня-28 червня 1660 року під час Польсько-російської війни 1654—1667 років.
23 березня 1660 року російське військо (близько 11 тис. вояків) під головуванням Івана Хованського взяло в облогу Ляховичі, одну з найбільших фортець Речі Посполитої в Білорусі. Гарнізоном фортеці командував войський речицький Микола Владислав Юдицький із 29 гарматами, 59 аркебузами, двома фальконетами, 141 зброя пікінерська та 257 ключиць до цих обладунків і 551 шолом.

## Опис фортеці
Фортеця мала чотири бастіони і три кавальєри. Бастіон придворний із боку саду з надшанцем; бастіон розташований біля «ринкового кавалера»; водний бастіон із надшанцем і порожній бастіон, бо не мав надшанця (його ще називають кавалером). У придворному бастіоні були розміщені важкі гармати («Кантор» і «Василіск»), а на надшанці — стрілецька позиція гармати під назвою «Кит». З одного боку бастіону був каземат із пандусним відділенням «Йгніс». Навпроти брами був вал або кавалер із 18-фунтовою гарматою «Самсон».

## Облога
23 березня командир фортеці Микола Юдицький відмовився здати фортецю, і тому Іван Хованський наказав розпочати підготовку до штурму зі створення облогових батарей і опрош. Перший штурм був здійснений перед світанком 26 березня. Під час атаки московські війська вигукували «царьов, царьов город!». Після того, як ворог прорвався до валів, розбуджена залога фортеці після кількох годин бою витіснив москалів, убивши кілька десятків нападників. Наступний напад москалі здійснили 15 травня, але і цей був відбитий. Як повідомляється, внаслідок двох штормів Хованський відповідно до подій втратив близько 1 тис. людей, а вдвічі більше загинуло від гарматного вогню. 17 полонених москалів повісили на валах. Московські війська постійно переслідували війська Самуїла Оскерки і вбивали місцеве населення (вони спалювали, зокрема, Зельва).
Після приходу з Москви наприкінці травня загону у 3000 стрільців розпочався третій штурм, який був відбитий із великими втратами нападників, а потім четвертий штурм вночі, також відбитий залогою фортеці. За три місяці облоги фортеця витримала чотири російські штурми. У таборі росіян, які вели облогу, поширювалося дезертирство (щоночі втікало кілька десятків солдатів).
Наближення допомоги польсько-литовського війська руського воєводи Стефана Чарнецького та великого гетьмана литовського Павла Сапіги змусило Хованського зняти облогу, залишивши кілька тисяч піхотинців у таборі, щоб блокувати гарнізон, і вирушив назустріч майбутній підтримці. Битва під Полонкою, програна росіянами 28 червня, врятувала Ляховичі, які оборонялися три місяці. Після звістки про поразку російські війська залишили Ляховичі, а 2 липня до стін фортеці підійшло переможне польсько-литовське військо.
Успішну оборону Ляховичів тодішні люди пов'язували з втручанням Матері Божої, яка дала йому назву «литовська Ясна Гура».
Ляховичі були єдиною фортецею поруч зі Слуцьком Великого князівства Литовського, яка залишилася непідкореною до кінця польсько-російської війни.

## Галерея

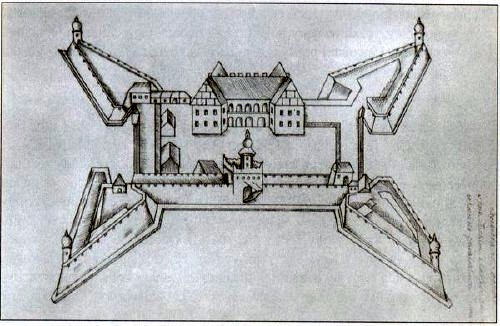
Фортеця в Ляховичах у 17 ст.
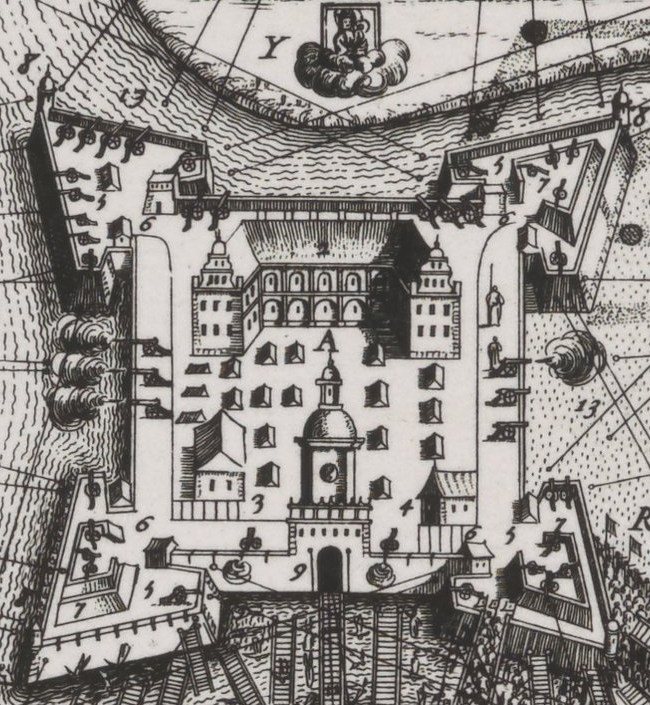
Фрагмент карти облоги 1660 року.
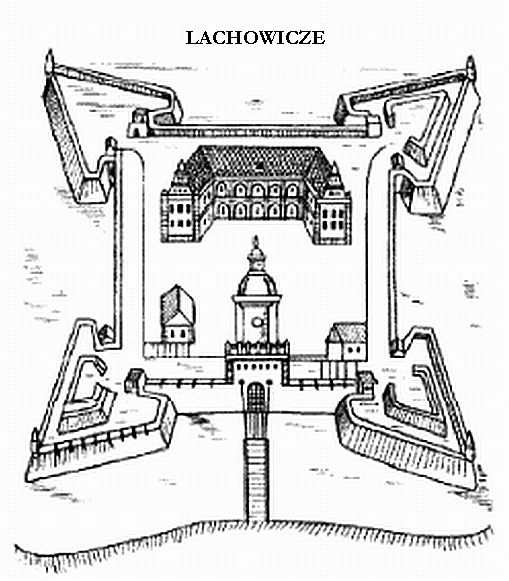
Фортеця 1660 р. (уривок із плану)

## Виноски
1. 1 2  Курбатов О. А. «Литовский поход 7168 г.» кн. И. А. Хованского и битва при Полонке 18 июня 1660 г.//Славяноведение. 2003. № 4. С. 25 — 40.
2. ↑  Акты Московского государства, Т. III. — № 58. — С.64-65
3. ↑  Marcin Gawęda, "Połonka-Basia 1660, Dom Wydawniczy Bellona, s. 167.